# Mohamed Bassam
Mohamed Bassam (in arabo محمد بسام‎?; Il Cairo, 25 dicembre 1990) è un calciatore egiziano, portiere del Ceramica Cleopatra.

## Carriera

### Club
Ha giocato nella prima divisione egiziana.

### Nazionale
Ha giocato nelle nazionali giovanili egiziane Under-20 ed Under-23.
Nel 2012 prende parte alle Olimpiadi di Londra con la selezione olimpica egiziana, nel ruolo di riserva alle spalle di Ahmed El-Shenawy. In precedenza aveva disputato alcuni incontri con le nazionali giovanili, prendendo parte con la selezione Under-20 ai Mondiali di categoria nel 2009, svolti in Egitto.

## Statistiche

### Presenze e reti nei club
Statistiche aggiornate al 15 maggio 2021.
| Stagione        | Squadra            | Campionato      | Campionato | Campionato | Coppe nazionali | Coppe nazionali | Coppe nazionali | Coppe continentali | Coppe continentali | Coppe continentali | Altre coppe | Altre coppe | Altre coppe | Totale | Totale |
| Stagione        | Squadra            | Comp            | Pres       | Reti       | Comp            | Pres            | Reti            | Comp               | Pres               | Reti               | Comp        | Pres        | Reti        | Pres   | Reti   |
| --------------- | ------------------ | --------------- | ---------- | ---------- | --------------- | --------------- | --------------- | ------------------ | ------------------ | ------------------ | ----------- | ----------- | ----------- | ------ | ------ |
| 2012-2013       | El Gaish           | PL              | 1          | -2         | CE              | 4               | -5              | -                  | -                  | -                  | -           | -           | -           | 5      | -7     |
| 2013-2014       | El Gaish           | PL              | 17         | -11        | CE              | 2               | -2              | -                  | -                  | -                  | -           | -           | -           | 19     | -13    |
| 2014-2015       | El Gaish           | PL              | 32         | -45        | CE              | 1               | -1              | -                  | -                  | -                  | -           | -           | -           | 33     | -46    |
| 2015-2016       | El Gaish           | PL              | 10         | -11        | CE              | 2               | 0               | -                  | -                  | -                  | -           | -           | -           | 12     | -11    |
| 2016-2017       | El Gaish           | PL              | 5          | -7         | CE              | 2               | -4              | -                  | -                  | -                  | -           | -           | -           | 7      | -11    |
| 2017-2018       | El Gaish           | PL              | 31         | -35        | CE              | 1               | -2              | -                  | -                  | -                  | -           | -           | -           | 32     | -37    |
| 2018-2019       | El Gaish           | PL              | 33         | -39        | CE              | 1               | 0               | -                  | -                  | -                  | -           | -           | -           | 34     | -39    |
| 2019-2020       | El Gaish           | PL              | 33         | -37        | CE              | 4               | -2              | -                  | -                  | -                  | -           | -           | -           | 37     | -39    |
| 2020-2021       | El Gaish           | PL              | 33         | -35        | CE              | 2               | -3              | -                  | -                  | -                  | SE          | 1           | 0           | 35     | -38    |
| 2021-2022       | El Gaish           | PL              | 33         | -22        | CE              | 0               | 0               | -                  | -                  | -                  | -           | -           | -           | 33     | -22    |
| Totale El Gaish | Totale El Gaish    | Totale El Gaish | 228        | -244       |                 | 19              | -19             |                    | -                  | -                  |             | 1           | 0           | 248    | -263   |
| 2022-2023       | Ceramica Cleopatra | PL              | 4          | -7         | CE              | 0               | 0               | -                  | -                  | -                  | -           | -           | -           | 4      | -7     |
| Totale carriera | Totale carriera    | Totale carriera | 232        | -251       |                 | 19              | -19             |                    | -                  | -                  |             | 1           | 0           | 252    | -270   |

## Palmarès

### Club

#### Competizioni nazionali
- Supercoppa d'Egitto: 1

El Gaish: 2020